# Metapontino

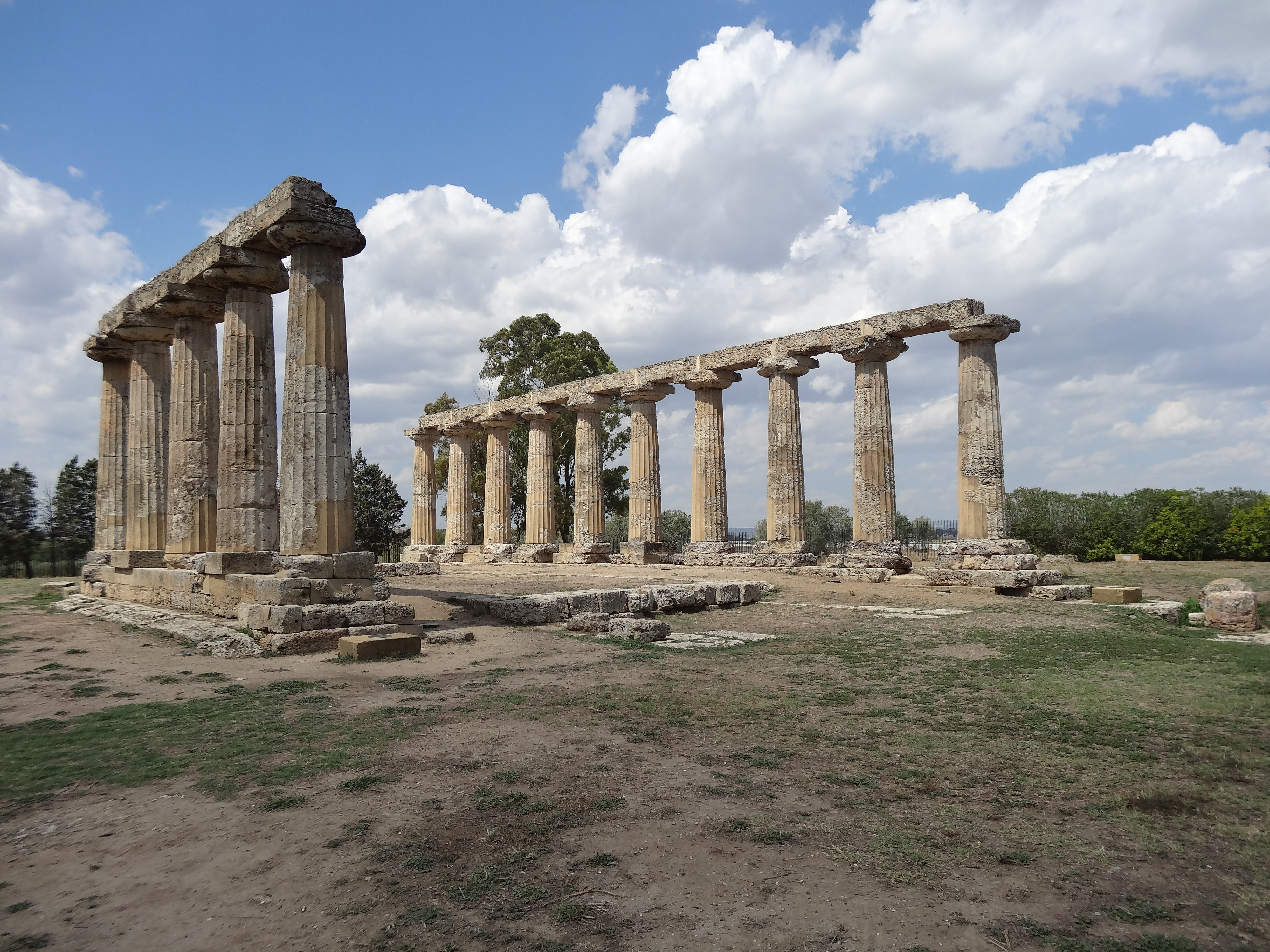
Temple d'Hera a Metapont

El Metapontino és el territori que dona a la mar Jònica i s'estén per 800 km² a la província de Matera a la regió de Basilicata i també inclou la Piana di Metaponto, això és, la plana, i l'àrea de pujols del seu darrere. Té una població de 83.000 habitants.
Els municipis que es troben al territori del Metapontino són Bernalda, Pisticci, Scanzano Jonico, Montalbano Jonico, Policoro, Tursi, Nova Siri, Rotondella, Valsinni, Colobraro, San Giorgio Lucano i municipis limítrofs com Rocca Imperiale i Ginosa.

## Història
La plana pren el nom de l'antiga ciutat grega de Metapont, situada a l'extrem oriental de la plana. A més el terme "Metapontino" indica la regió històrica on es desenvolupà la civilització de la Magna Grècia; de fet, està disseminada d'àrees arqueològiques entre les quals es troben les antigues ciutats de Metapont, Heraclea i Siris, i el jaciment arqueològic de la Incoronata de Pisticci. Igualment nombrosos són els testimoniatges històrics medievals, consistents en centres històrics dels burgs i els castells i santuaris sobre turons.

## Geografia
La plana metapontina està travessada pels rius Bradano, Basento, Cavone, Agri i Sinni i queda enfront de la costa jònica lucana. És important la vasta pineda darrere de la platja, sobretot al Bosco Pantano de Policoro, oasi del WWF.

### Clima
El clima n'és mediterrani, amb estius càlids i secs, i hiverns suaus i humits. La pluja no és uniforme i es concentra en l'estació hivernal, però és escassa: una mitjana anual de 500 mm. La temperatura hivernal a la plana està entre 3 °C i 12 °C, l'estiuenca entre 19 °C i 32 °C, amb pics sovint superiors als 37 °C a juliol i agost. Als turons propers l'estiu càlid és més accentuat i l'hivern té temperatures mitjanes més baixes.

## Economia
El Metapontino és la zona més rica de la regió i la més densament poblada; la denominen la Califòrnia d'Itàlia pels cultius intensius hortofrutícoles de tota mena, que s'exporten quasi totalment. En concret és famós per les maduixes. A la zona hi ha també les àrees industrials del Val Basento i Policoro. El turisme hi abunda en els mesos d'estiu.
Durant els anys seixanta i setanta hi hagué molta immigració al Metapontino de les àrees muntanyenques i internes de la Basilicata i en particular de la província de Potenza.